# Cometabolismus
Als Cometabolismus wird die Verstoffwechslung eines Substrats durch eine Zelle bzw. einen Mikroorganismus bezeichnet, bei dem die Zelle weder Energiegewinn aus dem Stoffwechsel bezieht noch die Produkte dieses Stoffwechsels (Metabolite) weiter verwerten kann. Dabei findet dieser Stoffwechselvorgang im Regelfall parallel zur Verstoffwechslung eines anderen Wachstumssubstrats statt, von dem die Zelle tatsächlich profitiert. Der eigentlich für die Zelle nutzlose Stoffwechsel wird im Regelfall durch die Anwesenheit unspezifischer Enzyme verursacht. Da man zwar immer einen weiteren nutzbringenden Stoffwechselvorgang vermutet, aber nicht in allen Fällen kennt bzw. nachweisen kann, spricht man auch ohne Kenntnis eines solchen von Cometabolismus.
Cometabolismus führt zur Bildung sogenannter Dead-end-Metabolite, also Stoffwechselprodukten, deren weitere Verstoffwechslung nicht mehr möglich ist, meist weil die nachfolgenden Aktivitäten spezifischer sind als die vorausgehende cometabolische Transformation. Gelingt der Zelle nicht, diese Dead-End-Metabolite auszuschleusen und sind diese toxisch, führt dies zum Zelltod. In manchen Fällen kann ein solcher Metabolit anderen Mitgliedern einer Lebensgemeinschaft als Wachstumssubstrat dienen.
Eine besondere Rolle spielen Cometabolismen beim Abbau von Xenobiotika und damit bei der Bodensanierung. Zu beachten ist dabei, dass durch die Entstehung der Dead-end-Metabolite nicht gesichert ist, dass das Endprodukt weniger toxisch ist als die Ausgangsverbindung.